# Bornholmsk keramik
|  | Denne artikel er oprettet af botten Steenthbot ud fra en ekstern database. Den kan derfor have sproglige fejl eller mangler. Denne skabelon kan fjernes efter kontrol af indholdet. |

Bornholmsk keramik er en dansk dokumentarisk optagelse fra 1956.

## Handling
Forskellige aspekter af bornholmsk keramik, både kunsthåndværk og masseproduktion, vises. Der er unika keramik, arbejdet ved drejeskiven og glasering af masseproducerede figurer, skåle og fade m.m.